# Eucera discoidalis
Eucera discoidalis är en biart som beskrevs av Ferdinand Morawitz 1878.
Eucera discoidalis ingår i släktet långhornsbin och familjen långtungebin. Inga underarter finns listade i Catalogue of Life.